# VCTP
VCTP (исп. Vehículo de Combate Transporte de Personal — «боевая машина транспортировки персонала») — боевая машина пехоты, находящаяся на вооружении аргентинской армии.

## История

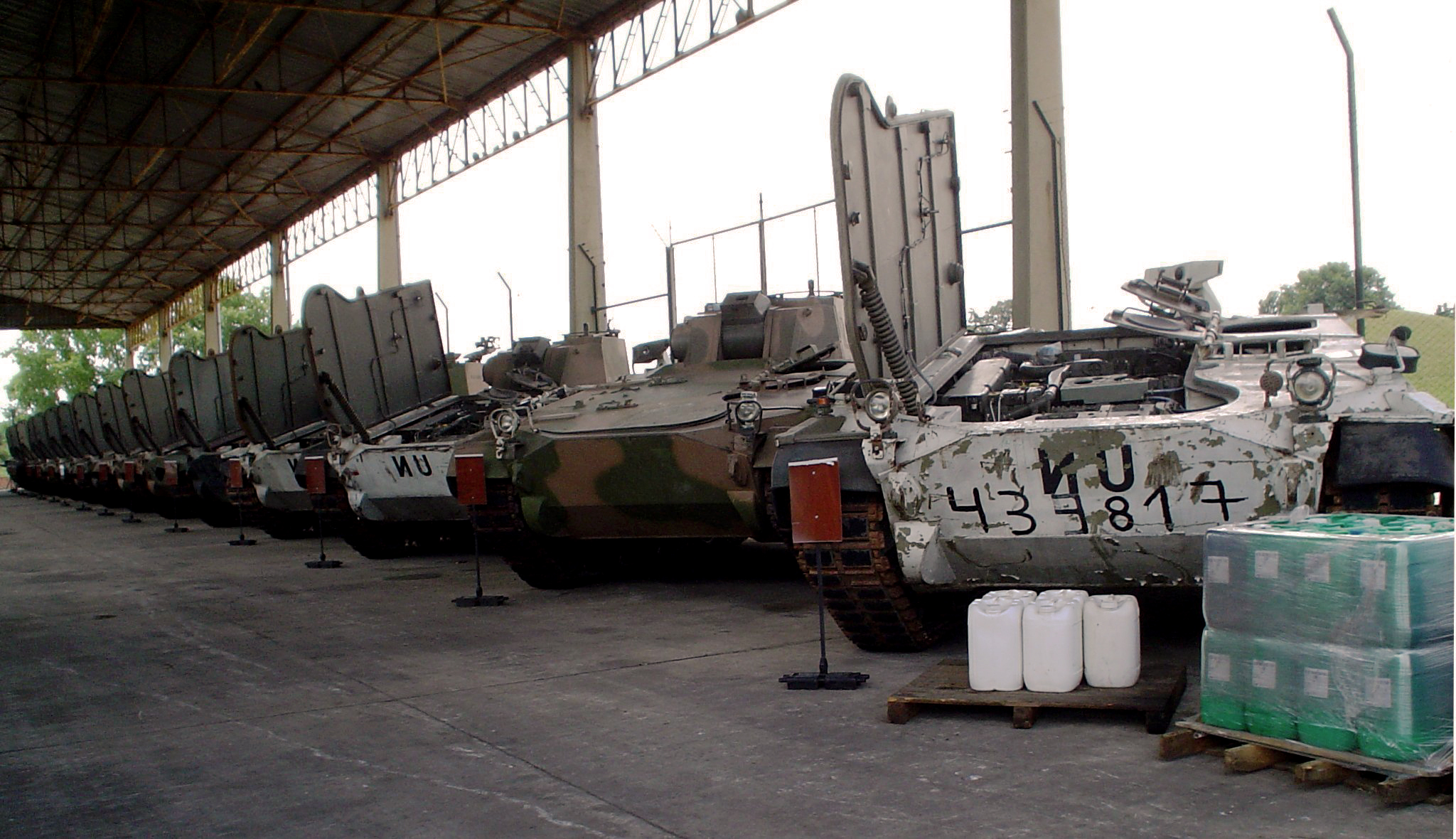
VCTP в раскраске ООН в миротворческой миссии в Хорватии

Создана западногерманской компанией Thyssen-Henschel по заказу аргентинской армии. При разработке конструкции за основу было принято шасси западногерманской БМП «Мардер». Завод (TAMSE) для производства бронетехники семейства TAM был построен недалеко от Буэнос-Айреса. Корпус машины сварной, собранный из стальных листов, имеющих рациональные углы наклона.

## Боевое применение
17 машин VCTP принимали участие в миротворческой деятельности в составе аргентинского батальона в Югославии. Не менее трёх VCTP применялись против боевиков ультралевой группировки MTP во время их нападения на казармы Таблада в Буэнос-Айресе 23 января 1989 года. При этом одна БМП была подбита из РПГ-2 или РПГ-7.

## Операторы
- Аргентина — 263 единицы всех модификаций, по состоянию на 2016 год[5]